# Epimeteu i Pandora (escultura)
Les escultures d'Epimeteu i Pandora són dues obres en fusta policromada atribuïdes a El Greco, actualment al Museu del Prado, a Madrid.

## Temàtica
Epimeteu fou segons la mitologia grega, un dels quatre fills de Jàpet i de Clímene (o d'Àsia, filla d'Oceà). Els seus germans són Atlas, Meneci i Prometeu. Epimeteu i Prometeu formen una parella d'oposats -l'un és l'antítesi de l'altre-. El nom d'Epimeteu significa "el que reflexiona després", i el nom de Prometeu significa "el que reflexiona abans", "el que preveu les coses".
Pandora (etimològicament "la que tot ho dona") és coneguda per haver portat tot els mals a la humanitat obrint la Capsa de Pandora, tot i que a aquesta capsa feliçment hi va romandre l'esperança. El seu mite apareix en diverses obres antigues, entre elles els escrits d'Hesíode.

## Anàlisi
Epimeteu: Estàtua de fusta tallada i policromada, de color carn; 44 cm d'altura; 17,1 cm d'amplada.; fons de 9 cm; Museu del Prado, Madrid.
Pandora: Estàtua de fusta tallada i policromada, de color carn; 43 cm d'altura; 12,7 cm d'amplada; fons de 8 cm; Museu del Prado, Madrid.
El contorsionat i elàstic cos d'Epimeteu és notablement similar al dels nois nus representats al Laocoont i a la Visió de l'Apocalipsi. La figura de Pandora té menys relació amb el corpus artístic d'El Greco, degut a la migrada quantitat de nus femenins en les seves pintures, però tanmateix el rostre i la disposició de les carns és similar a la de la Verge de L'adoració dels pastors, Valencia.
La identificació correcta de les dues estatuetes és deguda a Xavier de Salas Bosch, qui va identificar el gerro que porta la figura masculina com la Píxide o Capsa de Pandora. Anteriorment, aquestes figures havien estat identificades com Adam (amb un gorro groc) i Eva.

## Procedència
- Procedents del mercat artístic madrileny
- van ser adquirits abans del 1945 pel comte de las Infantas, Joaquín Pérez del Pulgar y Campos;
- donació al Museo del Prado per la seva vídua, Dolores Andrada y Pérez de Herrasti, 1962.